# Dos en Uno
Industria de Alimentos Dos en Uno S.A., más conocida como Dos en Uno, es una empresa chilena fabricadora de alimentos, Pertenece a la empresa argentina Arcor y se especializa en la producción de dulces.

## Historia
Nació en 1962 en el Barrio Franklin de Santiago, comercializando chicles y golosinas relacionadas con el Campeonato Mundial de Fútbol disputado en Chile ese año. En 1965 aparece su producto más popular, el chicle Dos en Uno, con el eslogan ''El chicle con más amigos''. La popularidad de este producto hizo que prácticamente fuese el símbolo genérico de chicle en Chile.[cita requerida]
Durante la década de 1980, liderando el sector de gomas de mascar en Chile, la empresa amplió su gama de productos, incluyendo caramelos, chupetes y chocolates, además de comenzar su internacionalización, llegando al mercado estadounidense. En 1998 el grupo Arcor adquirió la propiedad de Dos en Uno.

## Plantas
- Centro Administrativo: Placer 1324 – Santiago de Chile (demolido, actualmente se construye un condominio residencial).
- Planta Arauco: Arauco 1050 – Santiago de Chile. Inaugurada en 1993, actualmente demolida.
- Planta Las Encinas: Las Encinas 338 – Cerrillos. Inaugurada en 1994.
- Centro de Distribución: General Velásquez 9309 - Cerrillos. Inaugurada en 1998.

## Exportaciones
Sus productos Nikolo, Sapito, Golpe, Hobby, Chubi, Alka y Chicle Grosso, son exportados a los siguientes países:
- Arabia Saudita
- Argelia
- Argentina
- Bolivia
- Barbados
- Bosnia y Herzegovina
- Canadá
- Colombia
- Costa Rica
- Cuba
- Curazao
- Ecuador
- El Salvador
- Emiratos Árabes Unidos
- Estados Unidos
- Estonia
- Grecia
- Guatemala
- Honduras
- India
- Indonesia
- Inglaterra
- Jamaica
- Letonia
- Lituania
- Marruecos
- México
- Mongolia
- Nicaragua
- Nigeria
- Nueva Zelanda
- Países Bajos
- Panamá
- Paraguay
- Perú
- Polinesia Francesa
- Puerto Rico
- República de China
- República Dominicana
- Rumania
- Santa Lucía
- Serbia
- Singapur
- Sudáfrica
- Surinam
- Trinidad y Tobago
- Uruguay
- Venezuela
- Yemen

## Productos
Sus productos se dividen en tres áreas:

### Chocolates
- Privilegio
- Tropical Coco
- Bombón Malva
- Clipper
- Nikolo
- Chubi
- Lenguas de Mico
- Tiffany's
- Golpe
- Bucanero
- Montes del Sur
- Marshmallow Bañado
- Hobby
- Oba Oba
- Babaloo
- Ya!
- Sapito
- Malayas rellenas

### Galletas

#### Dos en Uno (antes Holanda)
- Mini
- Surtido
- Obleas
- Rellenas
- Vino
- Scones
- Mediatarde
- Surtido Cumpleaños
- Diversión
- Bocaditos
- Merengadas
- Conquista
- ChocKiss
- NutKiss
- Rigochoc

#### Selz
- Clásica
- Queso
- Jamón
- Cracker
- Soda
- Salvado Light
- Bagettinis
- Agua Light

### Golosinas
- Chicles Dos en Uno
- Morf
- Chicles Bazooka
- Caramelos y Chupetes Dos en Uno
- Chicles Miti-Miti
- Chicles Bigtime
- Holanda Toffee
- Chicles Grosso
- KeGol
- Candy
- Oh! La Lá
- Mitamina
- Tafi
- Tigretón
- Turrón Chejo
- Califrut
- Calugón Royer
- 1/2 Hora
- Alka
- Ritmo
- Chupete Cabezón
- Chupete Cabezotas (ex Chupete Cabezón)
- Mentitas Dos en Uno
- Chupete Pitos
- Scut
- Vitafresh